# Billy McCracken
Billy McCracken (Belfast, 29 gennaio 1883 – Kingston upon Hull, 20 gennaio 1979) è stato un allenatore di calcio e calciatore nordirlandese, di ruolo difensore.

## Carriera
Giocò per la maggior parte della carriera nel Newcastle, con cui vinse 3 campionati (1904–05, 1906–07, 1908–09) ed una FA Cup (1910). Fu anche a causa sua se la Football Association dovete cambiare la regola del fuori gioco, rendendola meno vantaggiosa per i difensori.

## Palmarès

### Giocatore

#### Competizioni nazionali
- IFA Premiership: 1

Lisburn Distillery: 1902-1903
- Irish Cup: 1

Lisburn Distillery: 1902-1903
- Campionato inglese: 3

Newcastle United: 1904-1905, 1906-1907, 1908-1909
- Charity Shield: 1

Newcastle United: 1909
- Coppa d'Inghilterra: 1

Newcastle United: 1909-1910